# 朝比奈彩
朝比奈彩（日语：／ Asahina Aya，1993年10月6日—），日本女演員及模特兒，出生於兵庫縣洲本市，身高171公分，血型O型，目前為生島企劃室旗下的藝人。2021年7月26日，宣佈與山下健二郎結婚。

## 戲劇作品

### 電視劇
- 大阪環狀線Part3～每個人在車站上的微笑 第7話「寺田町站篇 宇宙的章魚燒」（2018年2月28日，關西電視台） 飾演 水井莉奈（主演）[1]
- 啦啦隊之舞（2018年7月13日－9月14日，TBS） 飾演 栗原渚[2]
- Runway 24（2019年7月7日，朝日放送電視台、朝日電視台） 飾演 井上桃子（主演）[3]
- 警視廳・搜查一課長 第11話（2020年7月23日，朝日電視網） 飾演 鷺澤麻知子[4][5]
- Girl Gun Lady（2021年4月7日－6月9日，MBS） 飾演 星宮美麗[6]

### 網路劇
- 東京愛麗絲（2017年8月25日，全12話，Amazon Prime Video） 飾演 圓城寺小百合[7]
- 或許能幹委員會（2018年1月27日－3月10日，全8話，AbemaTV） 飾演 月滿子[8]
- 今際之國的闖關者（2020年12月10日，Netflix） 飾演 水雞光[9]
- 七夕之國（2024年7月4日，Disney+ STAR） 飾演 東丸由紀子

### 電影
- 碧藍之海劇場版（2020年8月7日，日本華納兄弟） 飾演 古手川奈奈華[10]
- 接棒家族（2021年10月29日，日本華納兄弟） 飾演 美人老師

## 書籍

### 雜誌
- Ray（2014年11月 - 2017年、主婦之友社） - 專屬模特
- Oggi（2018年 -、小學館） - 模特（2019年5月號的專屬模特）
- andGIRL（2018年 - 2020年、M-ON! Entertainment） - 專屬模特

### 寫真
- （2016年10月28日、主婦之友社、攝影：須江隆治）ISBN 978-4-07-417183-5
- AYA（2018年2月3日、Wani Books、攝影：西田幸樹）ISBN 978-4-8470-4971-2

## 獎項
- 第3屆DHC灰姑娘獎大獎（2014年）